# 莱尚波
莱尚波（法語：Les Champeaux，法語發音：[le ʃɑ̃po] ⓘ），又称欧日地区莱尚波（Les Champeaux-en-Auge），是法国奥恩省的一个市镇，位于该省北部，属于阿让唐区。

## 地理
莱尚波（48°53'35"N, 0°7'58"E）面积9.65 平方千米，位于法国诺曼底大区奧恩省，该省份为法国西北部内陆省份，北起顺时针与卡爾瓦多斯省、厄尔省、厄尔-卢瓦省、萨尔特省、马耶讷省和芒什省接壤。
与莱尚波接壤的市镇（或旧市镇、城区）包括：克鲁特、卡芒贝尔、库德阿尔、埃科尔什、迪沃河畔诺夫、勒勒努阿尔。

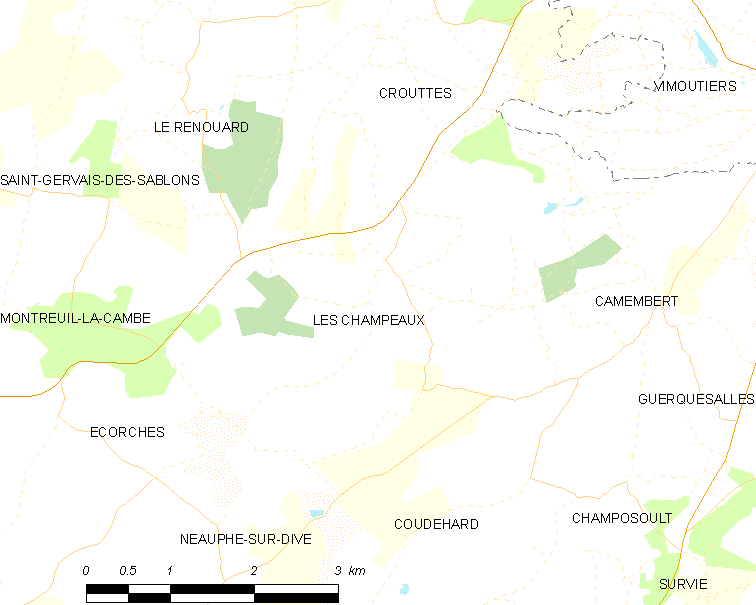
莱尚波的OSM定位图

莱尚波的时区为UTC+01:00、UTC+02:00（夏令时）。

## 行政
莱尚波的邮政编码为61120，INSEE市镇编码为61086。

## 政治
莱尚波所属的省级选区为维穆捷县。

## 人口

1962-2008年间莱尚波人口变化图示

莱尚波于2022年1月1日时的人口数量为98人。